# Severino Minelli
Severino Minelli (Küsnacht, 6 settembre 1909 – 23 settembre 1994) è stato un allenatore di calcio e calciatore svizzero, di ruolo difensore.

## Biografia
Era il cugino di Virgilio e Pietro Maroso, entrambi calciatori. Rifiutò sempre di giocare all'estero; Vittorio Pozzo si recò personalmente a Küsnacht per persuaderlo a venire a giocare in Italia offrendogli una rapida naturalizzazione, ma questi rifiutò.

## Carriera

### Giocatore
Con 80 presenze in Nazionale svizzera è al quinto posto nella classifica dei giocatori più presenti.

### Allenatore
Ha allenato lo Zurigo e la Nazionale elvetica.

## Palmarès

### Giocatore

#### Competizioni nazionali
- Campionato svizzero: 6

Servette: 1929-1930
Grasshoppers: 1930-1931, 1936-1937, 1938-1939, 1941-1942, 1942-1943
- Coppa Svizzera: 8

Grasshoppers: 1931-1932, 1933-1934, 1936-1937, 1937-1938, 1939-1940, 1940-1941, 1941-1942, 1942-1943